# موروم ۱۰۳۴۷
سیارک ۱۰۳۴۷ (به انگلیسی: 10347 Murom، نامگذاری:1992HG4) ده هزار و سیصد و چهل و هفتمین سیارک کشف شده‌است که در ۲۳ آوریل ۱۹۹۲ کشف شد.
قدر مطلق سیارک برابر ۲۶٫۹ است.